# Reazione di precipitazione
La reazione di precipitazione è un test di laboratorio inventato da Rudolf Kraus, in cui gli anticorpi si legano all'antigene solubile per formare un precipitato insolubile.
Il precipitato viene determinato quantitativamente mediante il lavaggio dei precipitati, misurando poi la quantità di proteine in ciascuno.
All'inizio si riteneva che la capacità di formare precipitati fosse prerogativa di un particolare tipi di anticorpi (detti precipitine); in seguito si scoprì che la maggior parte degli anticorpi è in grado di precipitare con un antigene.